# Giovanni Pascoli

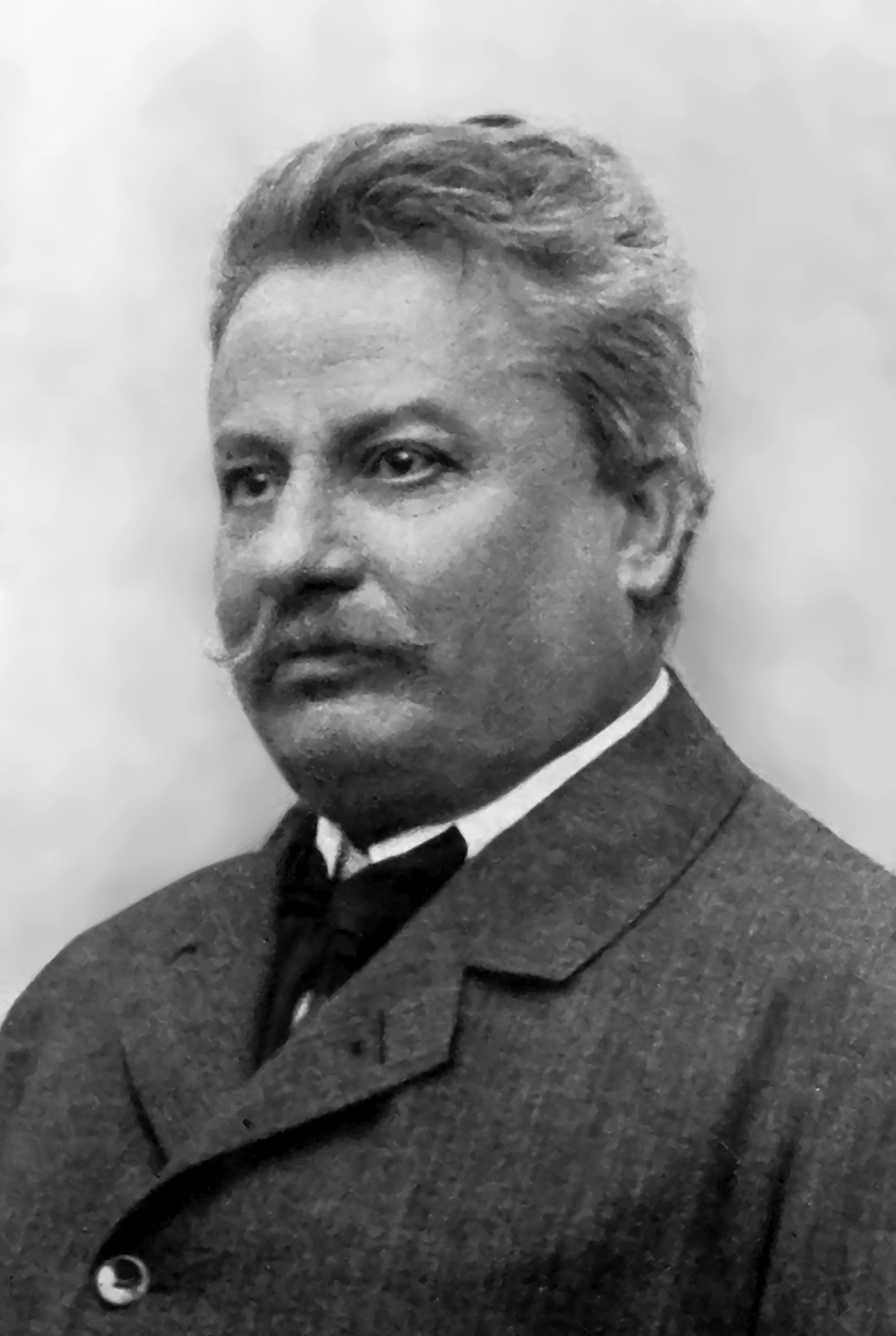
Giovanni Pascoli

Giovanni Placido Agostino Pascoli (* 31. Dezember 1855 in San Mauro di Romagna, Emilia-Romagna; † 6. April 1912 in Bologna) war ein italienischer Dichter.

## Leben
Als Student engagierte sich Pascoli für radikale politische Ideen, was ihn 1879 zeitweise ins Gefängnis brachte. Danach wandte er sich vor allem der Literatur zu. 1905 wurde Pascoli Professor für italienische Literatur in Bologna. Internationalen Ruhm errang er durch seine Lyrik, die vor allem patriotische und historische Themen behandelte. Von besonderer Bedeutung war sein Werk für die Entwicklung der modernen italienischen Sprache, die zu Pascolis Zeit aus zahlreichen Dialekten bestand. Viele Wörter dialektalen Ursprungs wurden von Pascoli zum ersten Mal in der Dichtung verwendet – dies war die größte Umwälzung bei der Entwicklung der italienischen Literatursprache seit dem Mittelalter.
Als wichtigstes Werk gilt die Gedichtsammlung „Myricae“, deren Titel auf einen Vers Vergils zurückgeht: „non omnis arbusta iuvant humilesque myricae“ (dt. „Büsche und niedrige Tamarisken erfreuen nicht alle“) (4. Ecl., V.299).

## Ehrungen

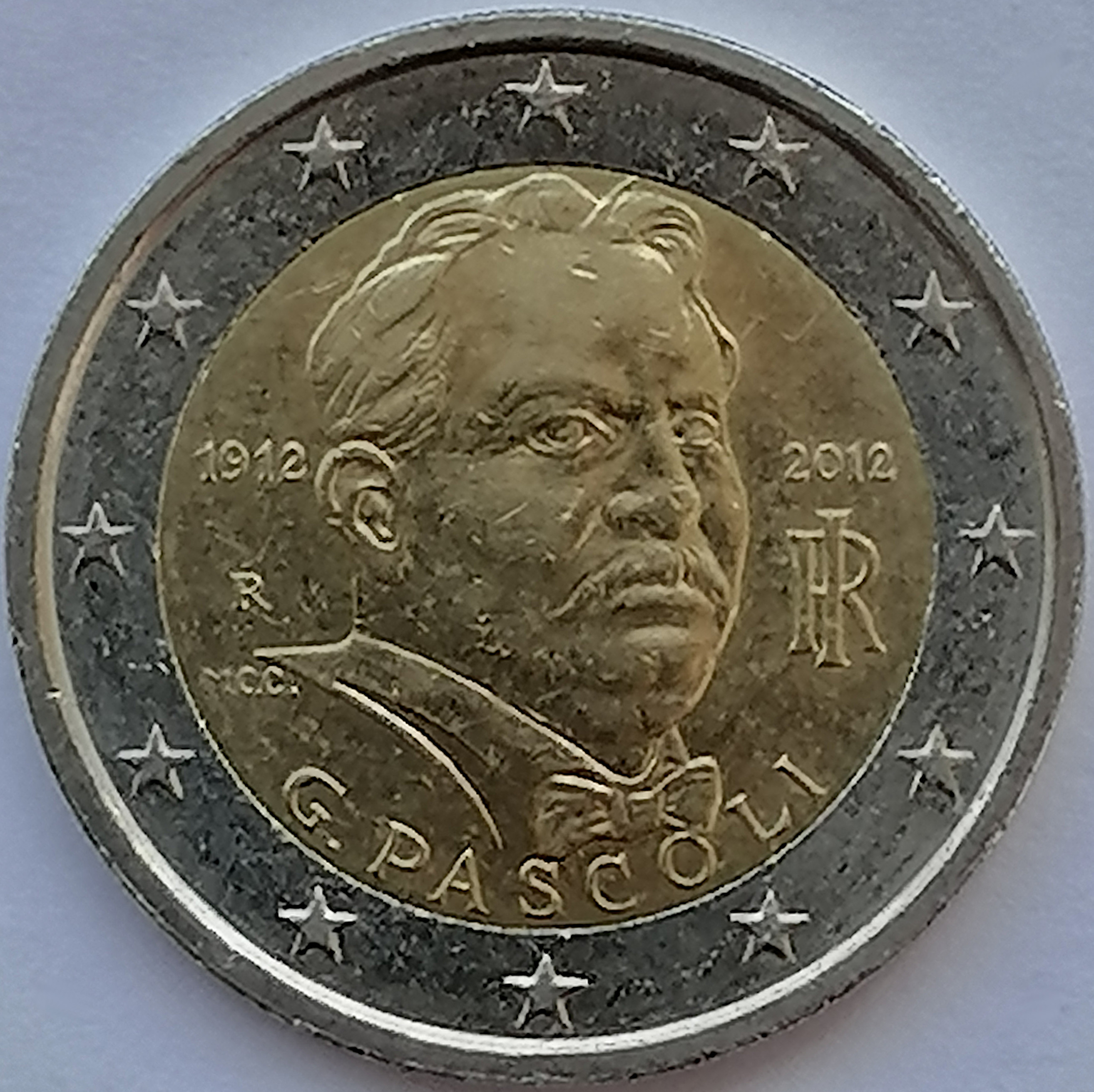
Giovanni Pascoli auf der italienischen 2-Euro-Münze von 2012

- 2012 Aus Anlass des 100. Todestags des Dichters gab die Banca d’Italia eine Münze in der Nominale € 2,00 heraus.

## Werke
- 1897 – Il fanciullino
- 1891 – Myricae (erste Ausgabe)
- 1897 – Poemetti
- 1898 – Minerva oscura

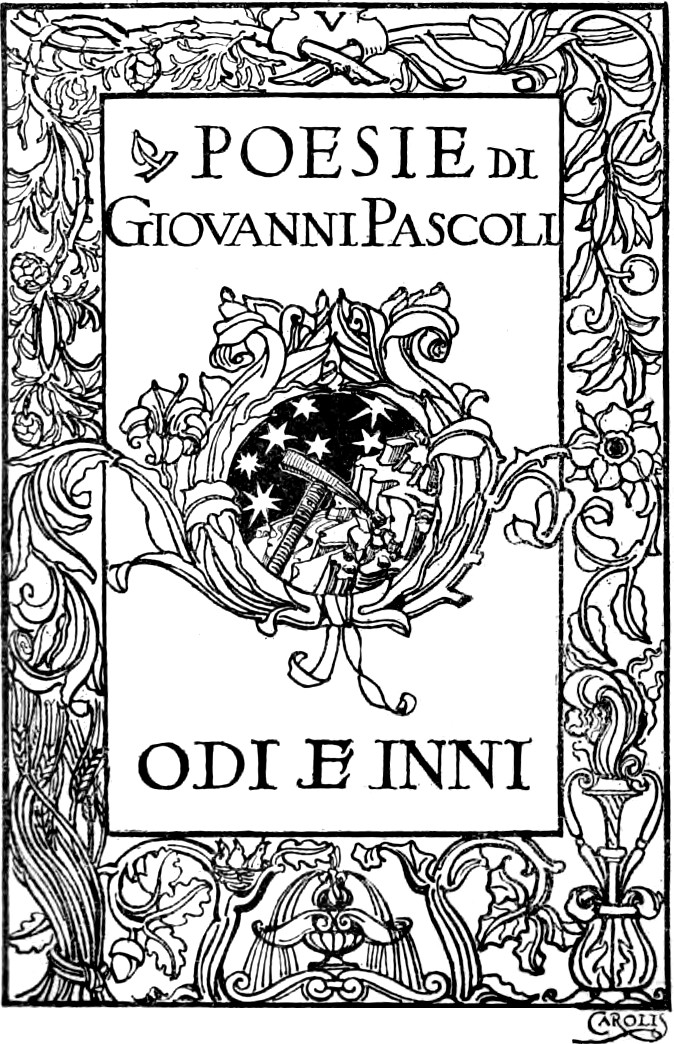
Erstausgabe von Odi e inni, 1906

- 1903 – Canti di Castelvecchio (erste Ausgabe)

- Myricae (letzte Ausgabe)
- Miei scritti di varia umanità
- 1904 – Primi poemetti

- Poemi conviviali
- 1906 – Odi e Inni
- 1907 – Canti di Castelvecchio (letzte Ausgabe)

- Pensieri e discorsi
- 1909 – Nuovi poemetti

- Poemi italici
- 1911–1912 – Poemi del Risorgimento

- La grande proletaria si è mossa

## Ausgaben
Lateinische Werke
- Alessandro Baruffi: The Poems of Giovanni Pascoli: Translated in English, with Original Italian Text. LiteraryJoint Press, Philadelphia 2017.
- Manara Valgimigli (Hrsg.): Giovanni Pascoli: Poesie latine. 5. Auflage. Mondadori, Milano 1970 (enthält: Liber de poetis, Res Romanae, Poemata Christiana, Hymni, Ruralia, Poematia et epigrammata)
- Mariella Bonvicini (Hrsg.): G(iovanni) Pascoli: Agape. Introduzione, testo, traduzione e commento. Pàtron, Bologna 1989
- Patrizia Paradisi (Hrsg.): Giovanni Pascoli: Pecudes. Introduzione, testo, traduzione e commento. Pàtron, Bologna 1992
- Marinella Tartari Chersoni (Hrsg.): Giovanni Pascoli: Moretum. Introduzione, testo e commento. Pàtron, Bologna 1983
- Alfonso Traina (Hrsg.): Giovanni Pascoli: Saturae. Introduzione, testo, commento e appendice. 2., überarbeitete Auflage. La Nuova Italia, Firenze 1977
- Alfonso Traina (Hrsg.): Giovanni Pascoli: Giugurta (Iugurtha). Marsilio, Venezia 1990, ISBN 88-317-5356-8 (lateinischer Text, italienische Übersetzung, Kommentar)
- Alfonso Traina (Hrsg.): Giovanni Pascoli: Pomponia Graecina. Introduzione, traduzione, note esegetiche e appendice. 2., überarbeitete Auflage. Pàtron, Bologna 1970
- Alfonso Traina, Enzo Mandruzzato (Hrsg.): Giovanni Pascoli: Poemi cristiani. Rizzoli, Milano 1984 (lateinischer Text und italienische Übersetzung)